# Ліппрехтероде
Ліппрехтероде (нім. Lipprechterode) — громада в Німеччині, розташована в землі Тюрингія. Входить до складу району Нордгаузен.
Площа — 9,73 км2. Населення становить 484 ос. (станом на 31 грудня 2021).